# Административное деление Американского Самоа
В административном отношении Американское Самоа делится на три округа (англ. district) и два «неорганизованных» атолла. Округа, в свою очередь, делятся на 14 графств (англ. county). Провинции делятся на 74 района (англ. village).

## Округа
| № | Название округа                 | Острова                | Площадь, км² | Население, чел. (2010) | Плотность, чел./км² |
| - | ------------------------------- | ---------------------- | ------------ | ---------------------- | ------------------- |
| 1 | Восточный округ                 | Аунуу, Тутуила (часть) | 67,027       | 23 030                 | 343,59              |
| 2 | Западный округ                  | Тутуила (часть)        | 74,781       | 31 329                 | 418,94              |
| 3 | Мануа                           | Офу-Олосега, Тау       | 56,697       | 1143                   | 20,16               |
| 4 | атолл Розе (неорганизованный)   | атолл Розе             | 0,214        | необитаемый            | —                   |
| 5 | атолл Суэйнс (неорганизованный) | атолл Суэйнс           | 1,865        | 17                     | 9,12                |
|   | Всего                           |                        | 200,584      | 55 519                 | 276,79              |

## Графства
1. Ваифануа (Vaifanua)
2. Итуау (Ituau)
3. Леалатауа (Lealataua)
4. Леасина (Leasina)
5. Маопутаси (Ma’oputasi)
6. Олосега (Olosega)
7. Офу (Ofu)
8. Саоле (Sa’ole)
9. Суа (Sua)
10. Тау (Ta’u)
11. Туалатаи (Tualatai)
12. Туалаута (Tualauta)
13. Фалеасао (Faleasao)
14. Фитиута (Fitiuta)

## Районы

### Районы Западного округа
В Западном округе 29 районов (Ниже приведён список районов. Цифры соответствуют цифрам на карте, расположенной ниже).
| 1. Аасу (Aasu) 2. Афао (Afao) 1. Агугулу (Agugulu) 1. Амалуиа (Amaluia) 2. Аманаве (Amanave) 1. Аолоау (Aoloau) 2. Асили (Asili) 1. Фагалии (Fagali’i) 2. Фагамало (Fagamalo) 1. Фаилоло (Failolo) | 1. Фалениу (Faleniu) 1. Футига (Futiga) 2. Илиили (Ili’ili) 1. Леоне (Leone) 1. Малаэими (Malaeimi) 2. Малаэлоа/Аитулаги (Malaeloa/Aitulagi) 3. Малаэлоа/Итуау (Malaeloa/Ituau) 4. Малоата (Maloata) 5. Мапусагафоу (Mapusagafou) 1. Месепа (Mesepa) | 1. Нуа (Nua) 1. Паваиаи (Pava’ia’i) 2. Полоа (Poloa) 1. Сеэтага (Se’etaga) 1. Тафуна (Tafuna) 2. Тапутиму (Taputimu) 1. Утумеа-Уэст (Utumea West) 2. Ваилоатаи (Vailoatai) 3. Ваитоги (Vaitogi) |

### Районы Восточного округа
В Восточном округе насчитывается 34 района (Ниже приведён список районов. Цифры соответствуют цифрам на карте, расположенной выше).
| 1. Афоно (Afono) 1. Алао (Alao) 2. Алега (Alega) 3. Алофау (Alofau) 1. Амауа (Amaua) 2. Амоули (Amouli) 3. Ануа (Anua) 4. Аоа (Aoa) 1. Атуу (Atu’u) 1. Ауа (Aua) 2. Ауаси (Auasi) 3. Ауми (Aumi) | 1. Ауто (Auto) 2. Аваио (Avaio) 3. Фагаалу (Faga’alu) 4. Фагаитуа (Faga’itua) 1. Фаганеанеа (Faganeanea) 2. Фагаса (Fagasa) 3. Фагатого (Fagatogo) 1. Фатумафути (Fatumafuti) 1. Лаулии (Lauli’i) 2. Лелоалоа (Leloaloa) 1. Масауси (Masausi) 2. Масефау (Masefau) | 1. Матуу (Matu’u) 1. Нууули (Nu’uuli) 1. Оненоа (Onenoa) 1. Пагаи (Pagai) 2. Паго-Паго (Pago Pago) 1. Саилеле (Sa’ilele) 1. Тула (Tula) 2. Утулеи (Utulei) 3. Утумеа-Ист (Utumea East) 1. Ватиа (Vatia) (см. примечание к карте) |

На острове Аунуу есть один район.
1. Аунуу (Aunu’u)

### Районы округа Мануа
На главном острове округа, Тау, расположено пять районов Ниже приведён список районов. Цифры соответствуют цифрам на карте, расположенной ниже).
| 1. Фалеасао (Faleasao) 1. Леусоалии (Leusoali’i) | 1. Лума (Luma) 2. Маиа (Maia) | 1. Сиуфага (Si’ufaga) |

На островах Офу и Олосега расположено три района (Ниже приведён список районов. Цифры соответствуют цифрам на карте, расположенной ниже)
| 1. Офу (Ofu) | 1. Олосега (Olosega) | 1. Сили (Sili) |

### Районы неорганизованных округов
На атолле Суэйнс расположено два района; они рассматриваются как один район, так как только один из них сейчас населён:

| 1. Таулага (Taulaga) | 1. Этена (Etena) |

Атолл Розе является заповедником.